# Hushållsinkomst i USA

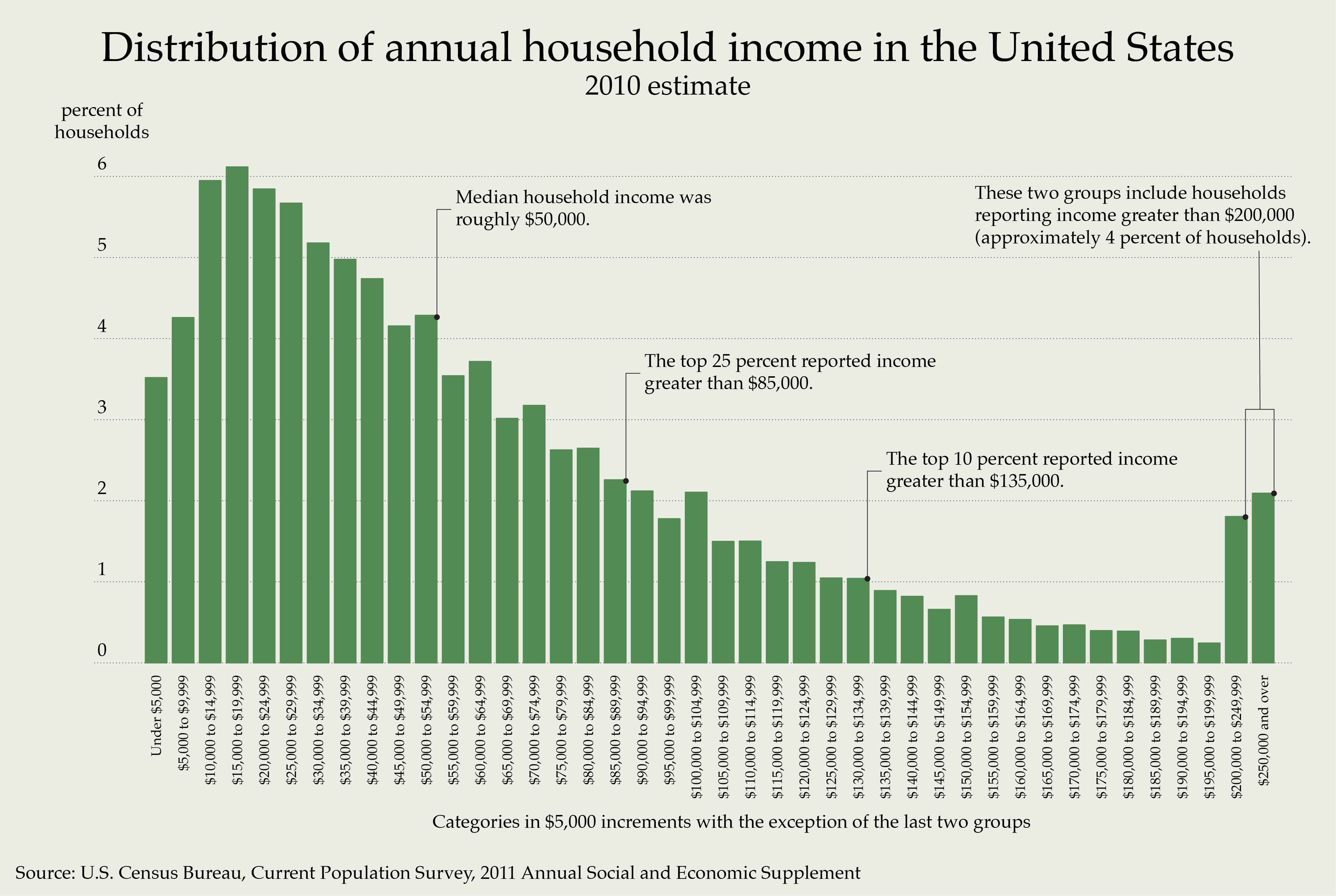
Fördelningen av årlig hushållsinkomst i USA 2010. Staplarna visar hur många hushåll som det året hade olika inkomstnivåer.

Hushållsinkomst är ett inkomstmått som används regelbundet av såväl USA:s regering som olika privata institutioner. I måttet räknas den totala inkomsten för alla över 18 år i hushållet, såväl från löner som från bidrag och olika försäkringar. De boende i hushållet behöver inte vara släkt med ägaren till hushållet för att deras inkomster skall räknas in.